# Howard Keel

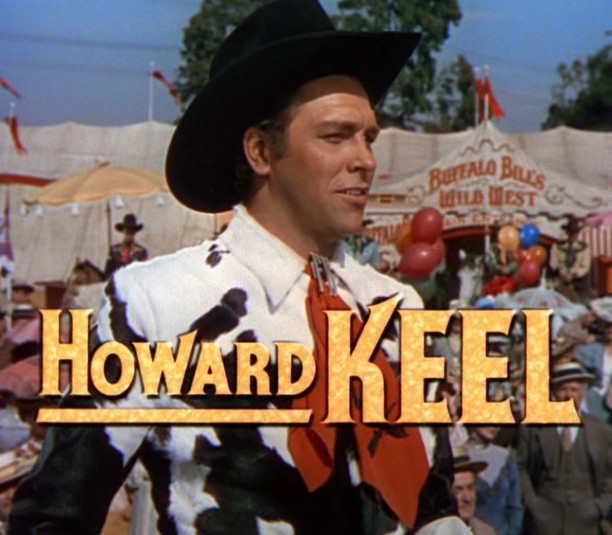
Howard Keel în filmul Annie Get Your Gun (1950)

Howard Keel, născut sub numele de Harold Clifford Keel (n. 13 aprilie 1919 – d. 7 noiembrie 2004), a fost un actor și cântăreț american, foarte cunoscut prin filmul Seven Brides for Seven Brothers, iar în partea finală a vieții sale pentru interpretarea rolului personajului Clayton Farlow din filmul serial distribuit de către CBS, Dallas, rol pe care l-a interpretat în perioada 1981 - 1991.

## Filmografie selectivă
- 1954 Șapte mirese pentru șapte frați  - Seven Brides for Seven Brothers